# Bill Burgess
Pour les articles homonymes, voir Burgess.
Thomas William Burgess, né le 15 juin 1872 à Rotherham (Yorkshire) et mort le 5 juillet 1950 à Levallois-Perret, est un nageur et joueur de water-polo anglais. 

## Biographie

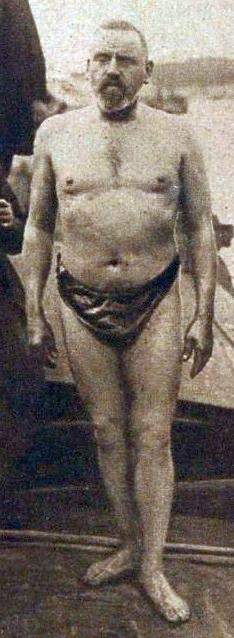
Bill Burgess en 1906.

Burgess arrive à Londres avec sa famille vers 1882. Il rejoint alors un club de natation à Battersea, situé le long de la Tamise. En 1889, l'employeur de son père lui offre l'occasion de créer à Paris une filiale pour la commercialisation de moteurs. Il passera le restant de sa vie en France. En 1893, il épouse Rosalie Mioux à Neuilly-Sur-Seine. Son commerce prospère alors à Levallois-Perret.
Haut de 1,85 m pour 85 kg, il remporte à Paris en 1900 la médaille de bronze en water-polo aux Jeux olympiques. Il est alors le seul étranger à être intégré à l'équipe de la Libellule de Paris. Il termine également quatrième du 4 000 mètres nage libre, et sixième du 200 mètres dos.
Le 18 juillet 1905, sa quatrième tentative de traverser la Manche à la nage parvient presque à son but. Burgess abandonne après 12h30 de nage à un mille seulement de la côte française. En septembre suivant, il finit deuxième de la première Traversée de Paris à la nage.
En 1906, Bill Burgess remporte la Course de 24 heures à la nage organisée par le journal L'Auto à Joinville-le-Pont. Il parcourt 44,6 km au cours de ce marathon nautique qu'il est le seul à nager jusqu'à son terme. Sa préparation à la traversée de la Manche lui a permis d'acquérir l'endurance et l'expérience nécessaires à cet exploit. Il exerce alors le métier lucratif de marchand de pneumatiques.

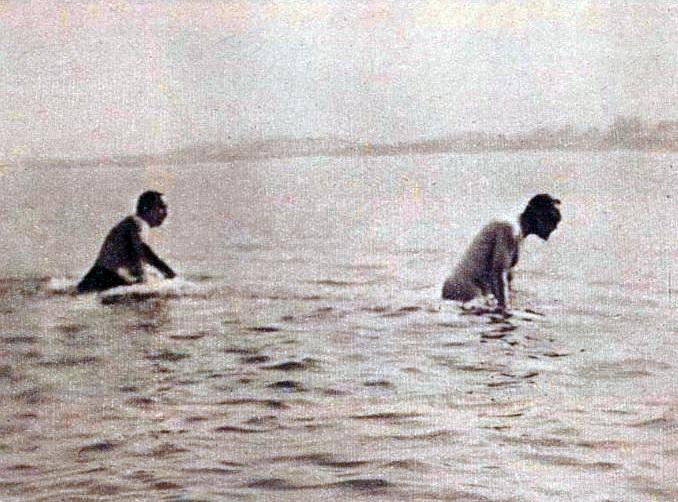
L'arrivée de Burgess à Cabelet, le 7 septembre 1911.

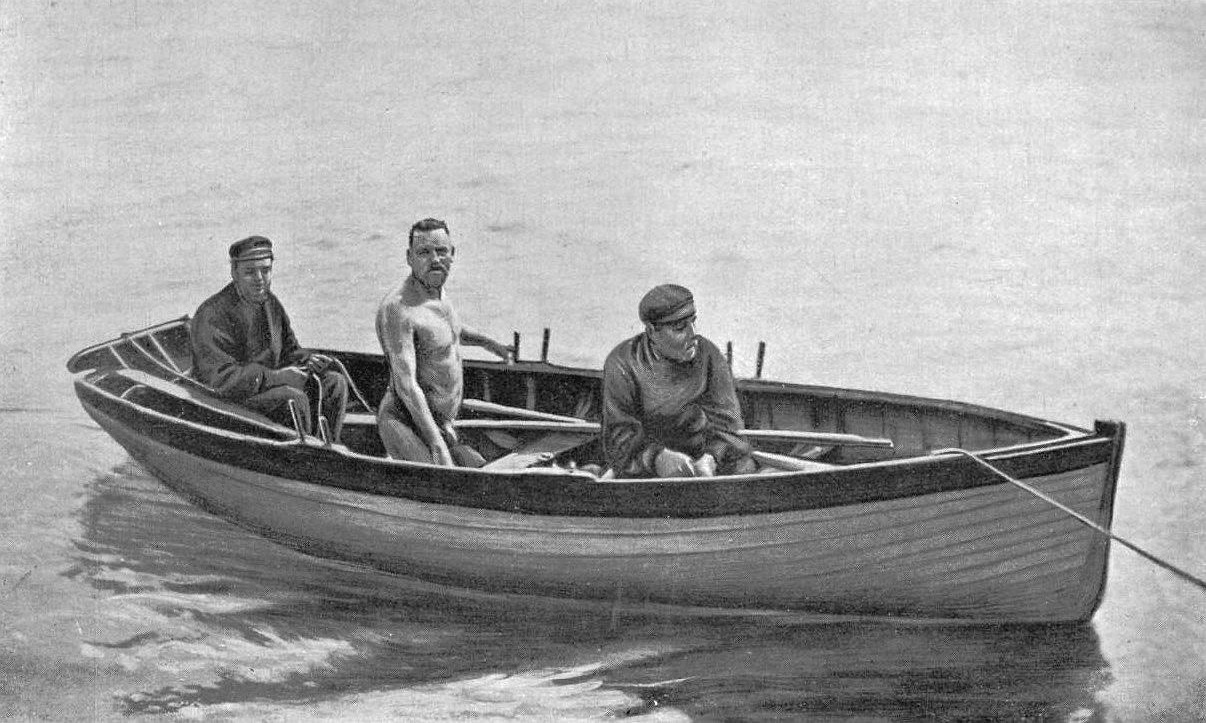
Bill Burgess en 1905, à sa troisième tentative infructueuse de traversée de la Manche.

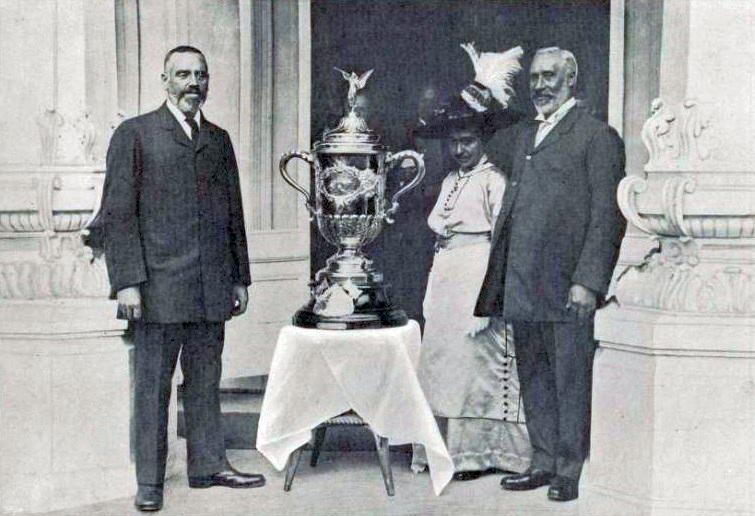
La coupe du 'Sportsman' à Bill Burgess en septembre 1911, pour sa traversée de la Manche (à D. son frère aîné et sa belle-sœur).

Le 6 septembre 1911, il réussit enfin à traverser la Manche à la nage à sa seizième tentative. Il est le deuxième nageur à accomplir cet exploit, après Matthew Webb en 1875. Utilisant des lunettes de motard, il est le premier nageur à se servir de cet accessoire. Bien que prenant l'eau, elles lui permettent quand même de progresser dans l'étendue salée avec plus de confort.
La nageuse Gertrude Ederle, médaillée d'or olympique en 1924 (4 × 100 mètres nage libre féminin) et alors recordwoman mondiale, l'embauche comme entraîneur au début des années 1920. Avec son aide, elle devient ainsi la première femme à traverser la Manche, en 1926. Burgess s'achète en même temps une résidence au Cap Gris Nez près de Calais, où il entraîne également d'autres nageurs de 1922 à 1934, en été, sa demeure principale étant située à Clichy.
En 1941, il est placé en détention par les nazis, et transféré au Frontstalag 142 près de Besançon. Il est libéré plus tard dans l'année.

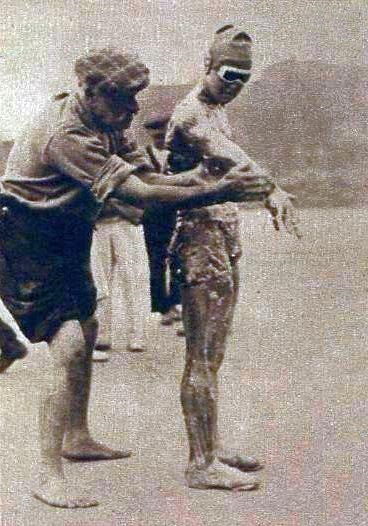
Gertrude Ederle graissée par Bill Burgess, pour sa traversée de la Manche (août 1926).